# Castelul Izadkhast
Castelul Izadkhast este situat în Izadkhast, în provincia Fars, în centrul Iranului. Castelul a fost construit în timpul Imperiului Sassanid (224 - 651 d.Hr.) și a funcționat ca oraș fortificat cu ziduri pe vechiul drum al mătăsii care traversa Iranul central. Izadkhast a fost primul castel din lume realizat din chirpici. Este a doua cea mai mare clădire din chirpici din lume după Arg-e Bam.
Castelul este construit pe o stâncă înaltă, cu vedere spre valea Izadkhast. În interiorul castelului se găsesc numeroase alei înguste și pasaje care traversează case și clădiri minuscule vechi de secole.
Castelul și complexul Izadkhast din împrejurimi a fost nominalizat pe lista preliminară a patrimoniului mondial UNESCO pe 9 august 2007 la categoria Cultură.

## Localizare

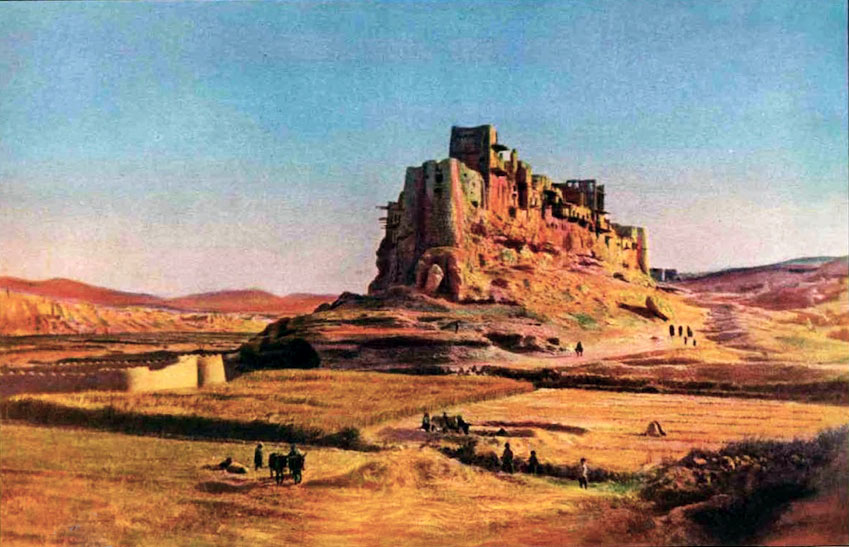
Lucrare din 1920 reprezentând castelul Izadkhvast

Castelul Izadkhast este situat pe vechiul drum al mătăsii, între Shiraz și Isfahan. Situl este înconjurat de deșert. O astfel de stâncă înaltă, solitară, cu vedere spre vale, a fost considerată o locație ideală pentru construirea unui oraș fortificat în mijlocul deșertului.
Castelul Izadkhvast este construit pe această stâncă din valea Izadkhastului. Valea din jurul ei funcționează ca un adânc șanț natural. Zidurile de fortificație ale castelului au fost construite în jurul stâncii pe trei laturi, sunt înalte și aproape verticale, variind între 6 și 15 metri înălțime. Pe a patra latură a stâncii, cea mai scurtă, a fost săpat un șanț lung de 30 de metri, cu o lățime de 4 metri și o adâncime de 4 metri. Accesul în castel se făcea peste șanț, pe un mic pod și printr-o poartă.  

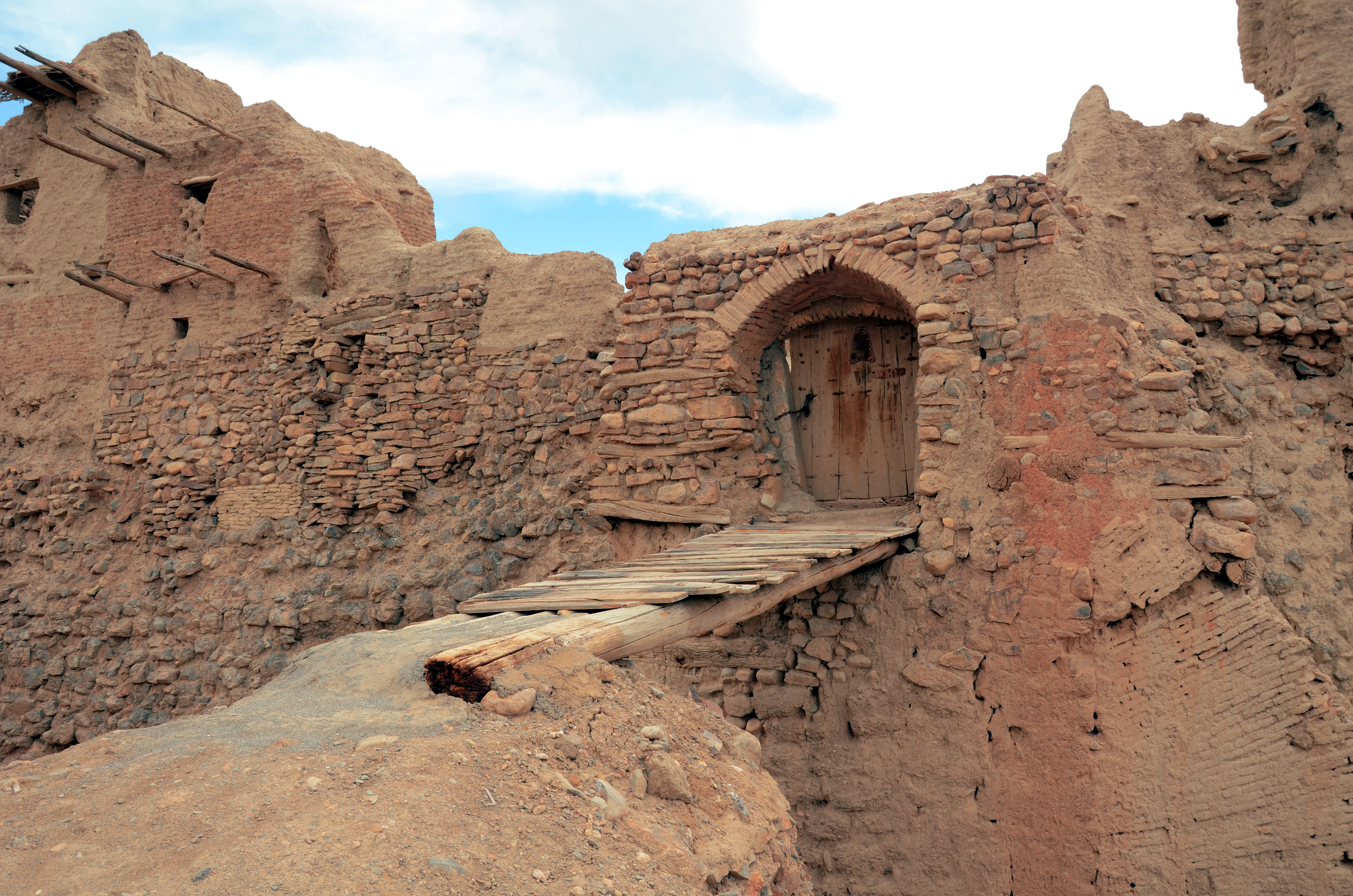
Intrarea în castel peste șanț

Topografia naturală a sitului și fortificațiile adăugate au făcut ca acest castel să fie inaccesibil tâlharilor și dușmanilor.
În valea de sub castel se întind câmpii cu pietriș, cu un platou sterp în spate. Hanul de lângă Caravanseraiul Izadkhast este amplasat în această vale, singur în mijlocul unui câmp.

## Istorie
Istoria complexului castelului datează din epoca pre-islamică a Iranului. Izadkhast este un castel sasanid, construit în timpul Imperiului Sasanid (224 - 651 d.Hr.) care a condus Persia (Iran) și multe regiuni din țările învecinate. A fost apoi utilat, i s-au adus adăugiri și îmbunătățiri până în era Qajară (1794-1925). Astfel, în interiorul castelului sunt lucrări care aparțin diferitor perioade, de la sasanizi până la qajari, cu stiluri arhitecturale diferite.
Templul focului din castelul Izadkhast din epoca sasanidă a fost transformat într-o moschee după apariția islamului în Iran.
Castelul și complexul sunt acum complet abandonate. Cu toate acestea, până la trecerea în mileniul al treilea încă mai trăiau oameni în vechile cartiere ale Izadkhastului. Inundațiile din ultimii ani au distrus multe case și au forțat locuitorii cetății să o părăsească definitiv.

## Arhitectură

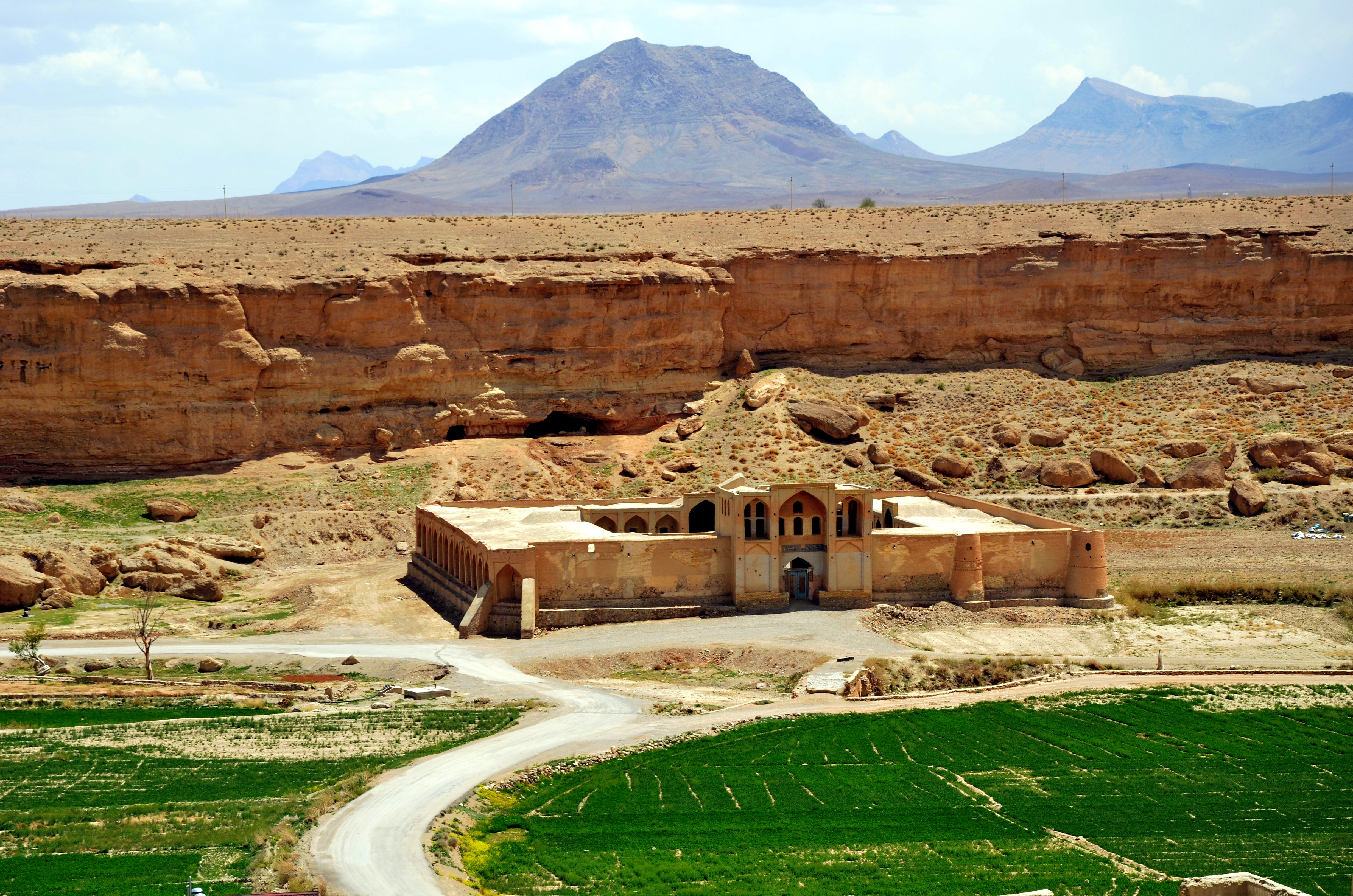
Vedere din castel asupra Caravanseraiului Izadkhast

Castelul prezintă caracteristici unice ținând cont de localizare și de forma construcției. Cu toate acestea, materialul poate fi comparat cu cel folosit la Cetatea Bam, Rayen și în alte situri din apropierea provinciilor Yazd și Kerman. Arhitectura castelului Izadkhast este foarte asemănătoare cu Cetatea Bam, care este mai impozantă. Ca și Bam, castelul Izadkhast este o construcție de nisip, realizată din chirpici.
Castelul are o structură sasanidă (224 - 651 d.Hr.),  dar în interior sunt făcute modificări și au fost aduse noi structuri. Structuri precum o moschee și o baie sunt adăugări ulterioare.
Majoritatea caselor din interiorul castelului sunt construite din lemn și argilă. Limitările de dimensiune ale stâncii au dus la o aglomerare de camere mai mici și la creșterea numărului de etaje. Unele dintre clădirile din interiorul castelului s-au ridicat până la cinci etaje. Aceasta este o realizare arhitecturală remarcabilă, având în vedere circumstanțele vremii.
Caravanseraiul Izadkhast a fost construit în perioada dinastiei safevide (1502 - 1736).

## Amenințări

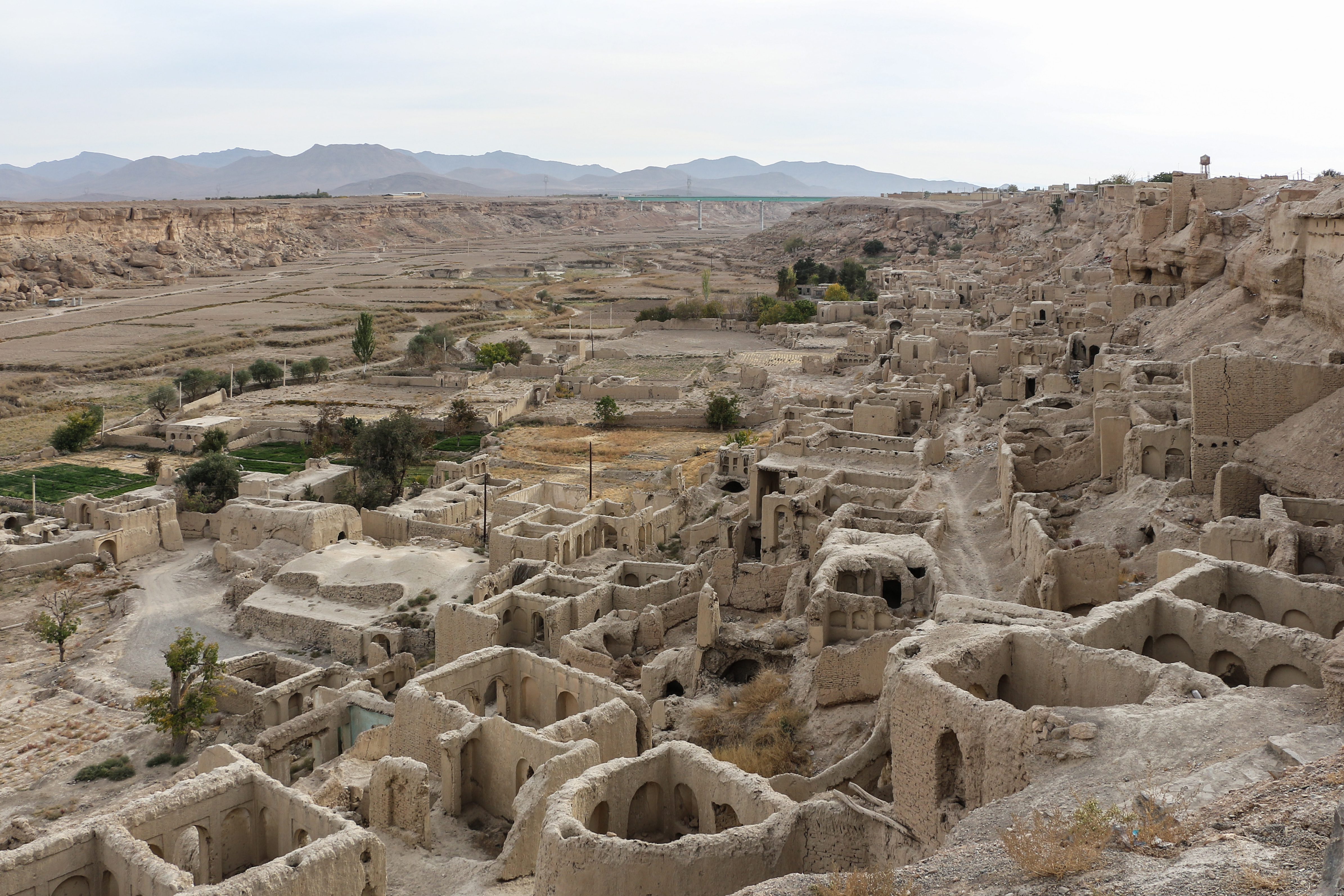
Ruine fărâmițate ale vechiului oraș-castel

Multe părți ale castelului Izadkhast se prăbușesc din cauza eroziunii și a inundațiilor. Multe case chiar de lângă poarta din fața castelului au fost complet distruse.
Castelul este, de asemenea, în pericol și din cauza vânătorilor de comori și a celor care îl vandalizează. În interiorul orașului, pe ziduri, există semne de deteriorare din cauza vânătorilor de comori și a graffiti-urilor.

## Galerie

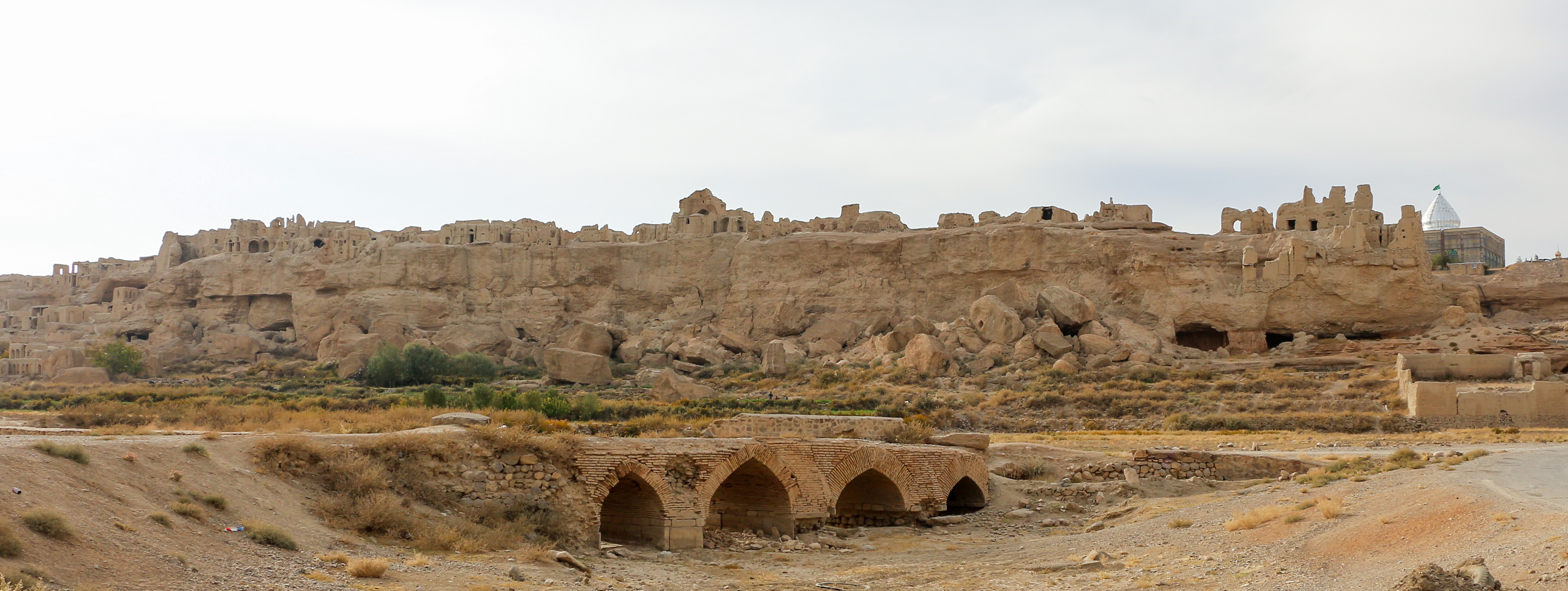
Castelul Izadkhvast

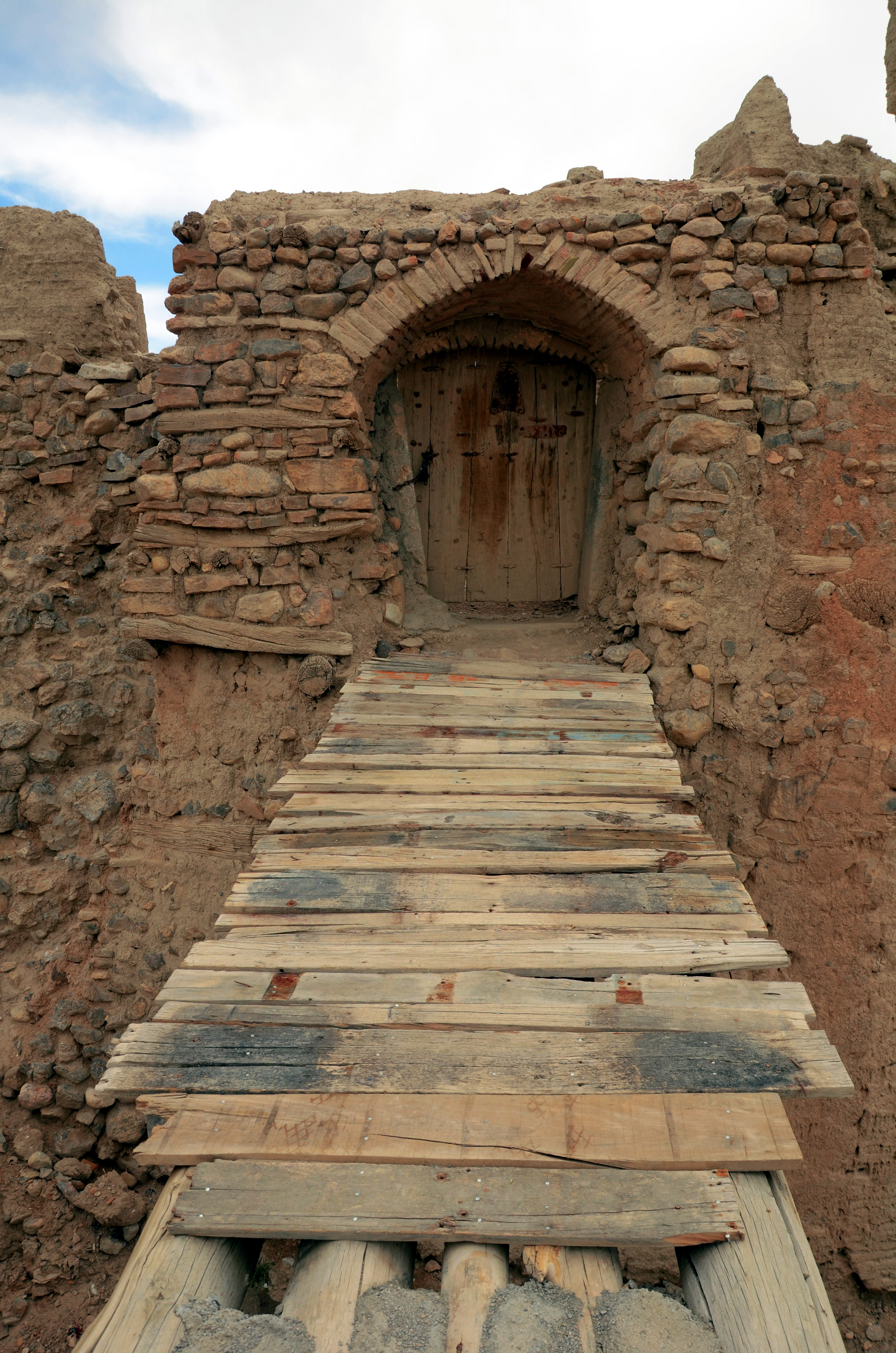
Intrarea
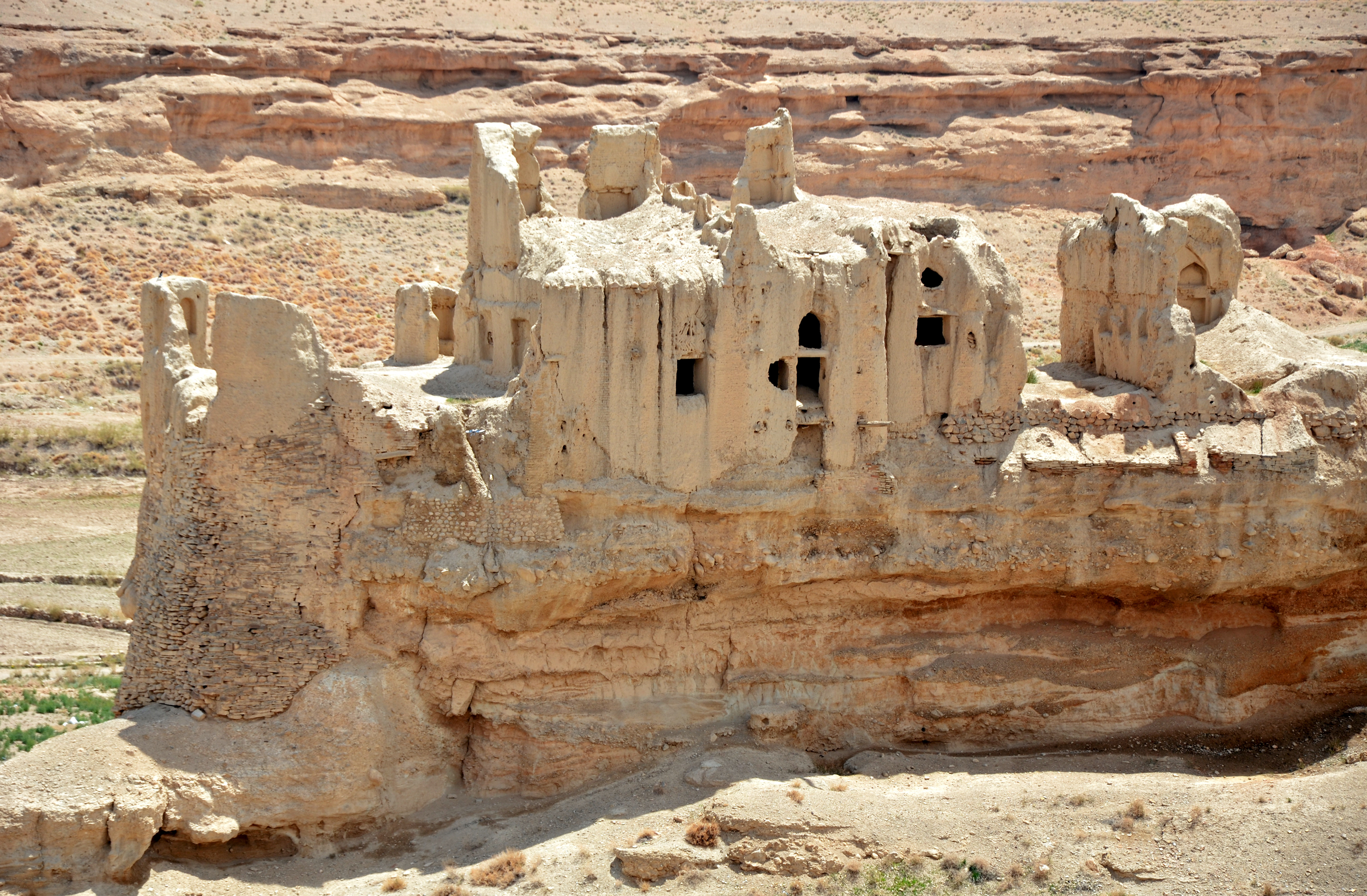
O parte a castelului vechi
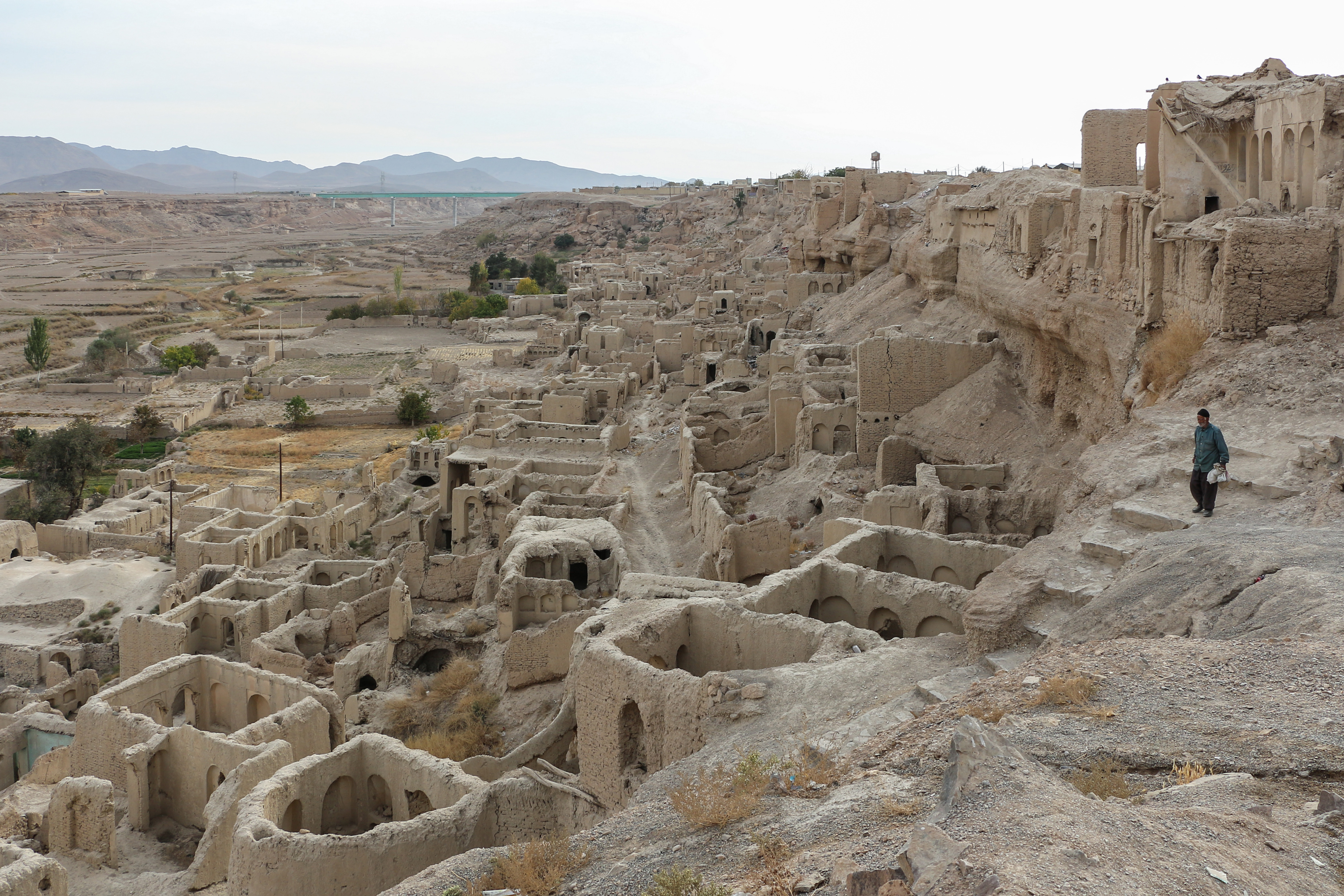
Ruinele orașului vechi
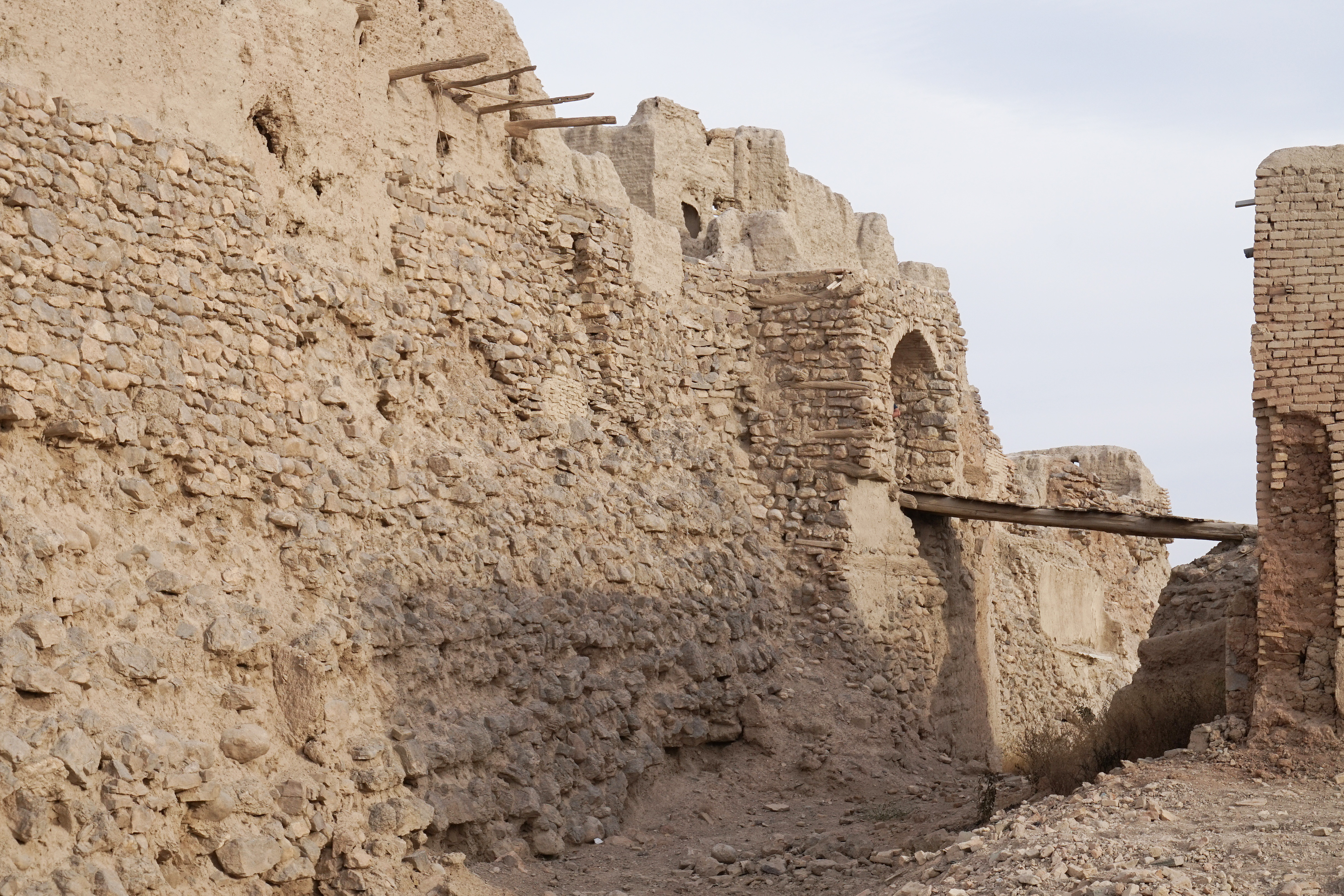
Podul de la intrare
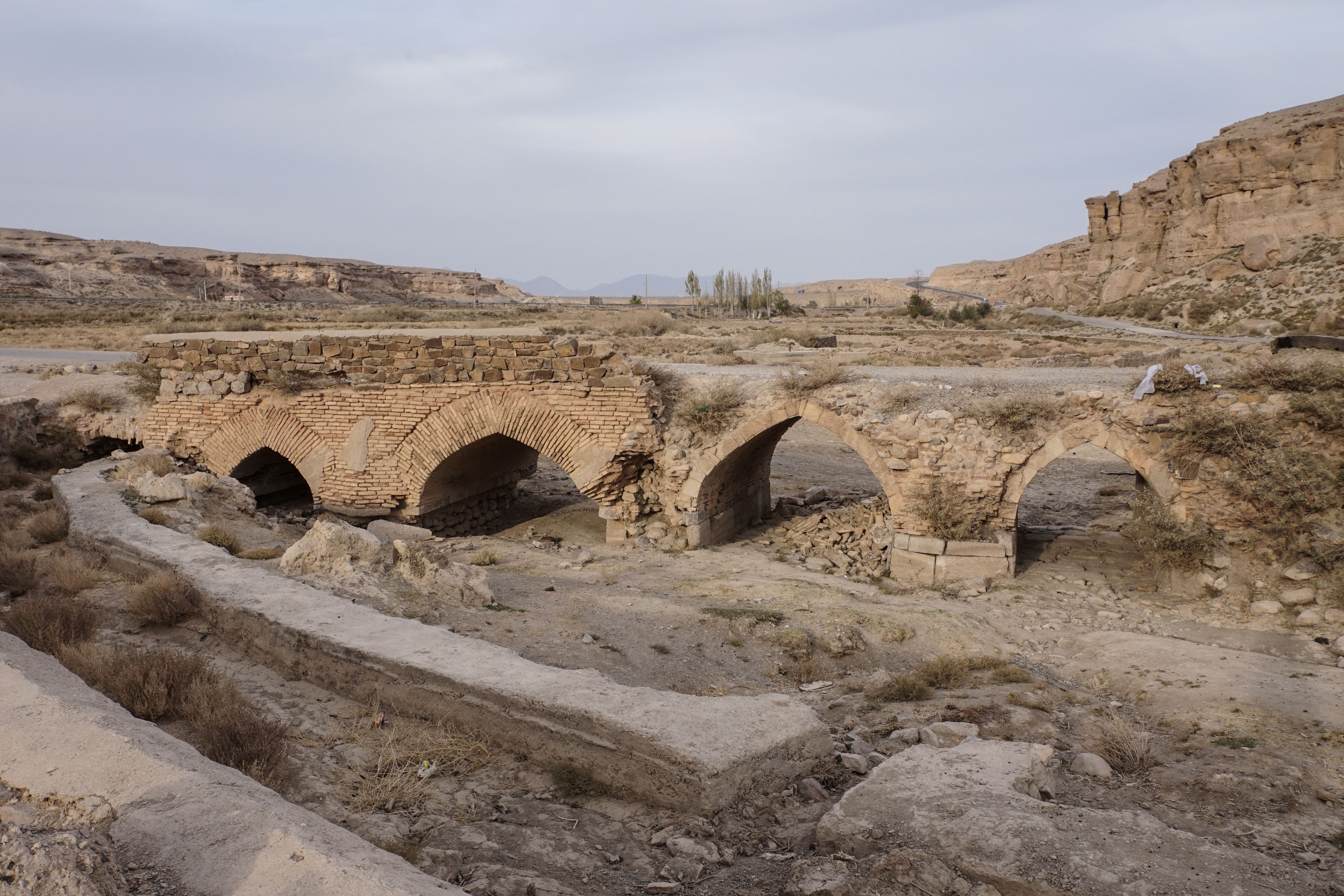
Construcții din perioada safevidă
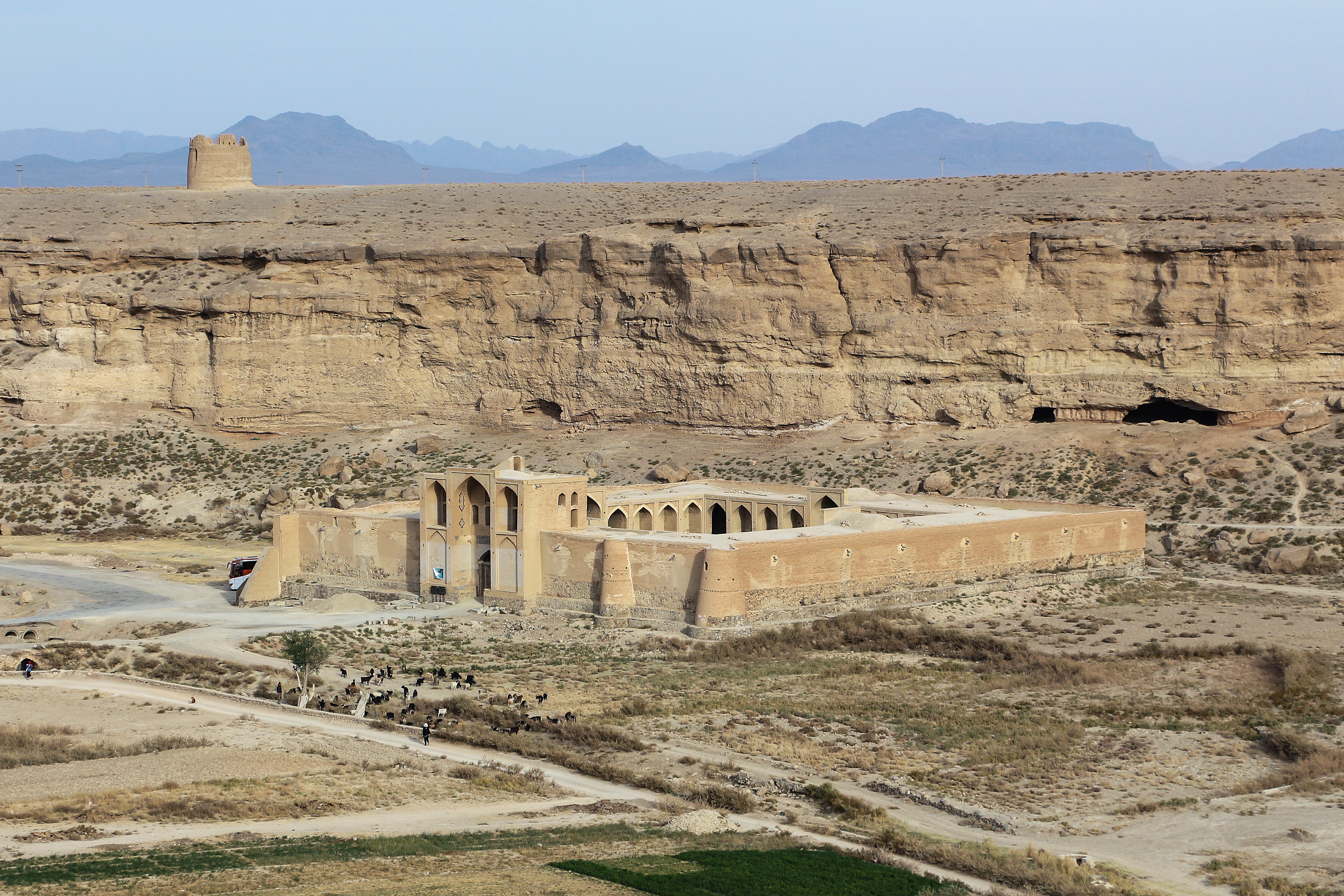
Caravanseraiul samanid de lângă castelul din Izadkhast